# جوليس ريمي
جوليس ريمي (بالفرنسية: Jules Rémy)‏ هو مستكشف وعالم نبات فرنسي، ولد في 2 سبتمبر 1826 في Livry-Louvercy ‏ في فرنسا، وتوفي في 1 ديسمبر 1893.